# Коупавогюр
Ко́упавогюр (ісл. Kópavogur де вогюр означає затоку) — друге найбільше місто в Ісландії, з населенням у 35 980 жителів на 2017 рік. Назва походить від однойменної затоки Коупавогюр, у яку впадає невелика річка Копавогслайкюр.

## Історія
Коупавогюр відомий як місце Коупавогюрської зустрічі 1662 року. Ця подія ознаменувала повне включення Ісландії до Данія-Норвегію, коли від імені ісландського народу єпископ Бріньольфур Свейнссон і адвокат Арні Оддссон підписали документ, який підтверджував, що введення королем абсолютної монархії поширювалося також і на Ісландію.
На початку 20-го століття тут не було жодних будівель і в 1936 році розпочато забудову земель на мисі між затоками Коупавогюр та Фоссвогюр — в районі відомому під назвою Гамраборг. У часи війни і в наступні роки відбувся наплив і поселення людей у Коупавогюрі, з них багатоісландських селян. 1950 року Коупавогюр нараховував 1.650 жителів, а 15 років пізніше вже 9.000. Великий наплив поселенців і розбудова міста відбулася в останні роки. Водопостачання до Коупавогюра було проведено через лісовий заповідник Гейдмерк (що належить до меж Рейк'явіку), що на південному сході. Водопроєкт, шлях якого пролягав через заповідник, викликав обурення та незадоволення серед громадськості.
У плані забудови Коупавогюр злився з Рейк'явіком. З півночі Рейк'явік і Коупавогюр розмежовує долина Фоссвогсдалюр а на сході їх ділить озеро Етлізаватн.

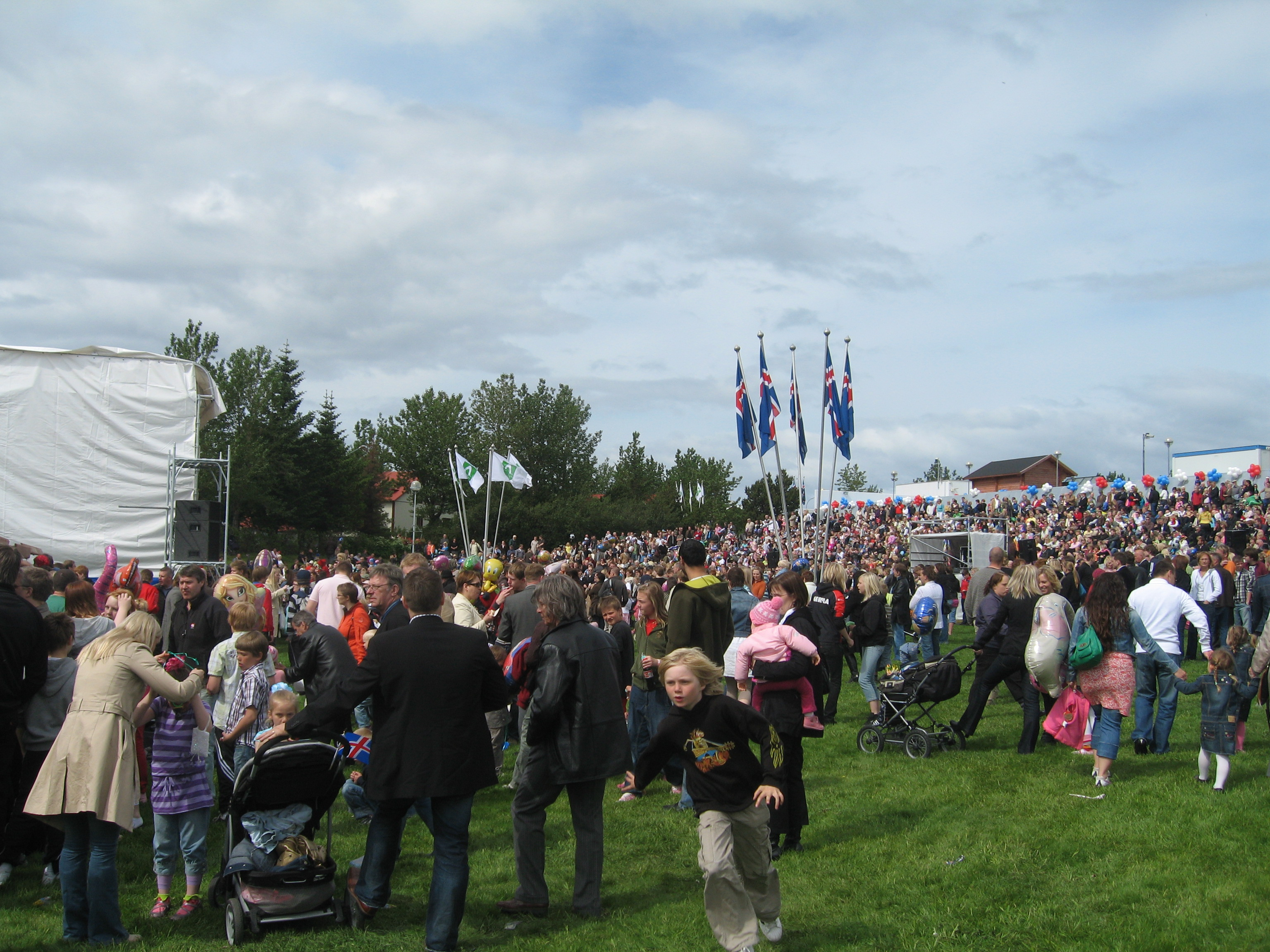
Святкування дня незалежності Ісландії 17 Червня 2007 року в Коупавогюрі

За останні роки в Коупавогюрі збудовано найбільший в Ісландії торговий центр Смауралінд з десятками магазинів, кінотеатром Смара-Біо. Поруч з центром Смауралінд завершується будова 70 метрового хмарочоса, найвищої будівлі країни. Більшість будівельних робітників в Коупавогюрі, як і в інших містах країни — нові іммігранти з Польщі.

## Поділ міста
Коупавогюр ділиться на три поштові дільниці:
- 200 — Гамраборг (центральний і найстарший район, Мідбаїр — досл. «центр міста»), включає теж райони Дігранес, Кваммар, Бреккюр, Гоульмар-Туун, Грундір, Ятлар, Марбаккі-Сайбоуль.

Головні вулиці: Нібілявегюр, Дігранесвегюр, Коупавогсбройт, Боргаргольтсбройт, Альфгоульсвегюр, Каурснесбройт, Урдарбройт та інші.
Гамраборг виділяється специфічною округлою формою церкви, у формі дуг. Цю церкву помітно здалека і вона є своєрідим символом Гамраборгу і Коупавогюру взагалі. У Гамраборгу діє музична вища школа, розташована центральна бібліотека міста.
- 201 — Смаурар (від ісл. «смаурі» — конюшина), включає райони Ліндір, Салір, у Смаурар майже всі назви вулиць закінчуються на смаурі: Бергсмаурі, Гроуварсмаурі, Гагасмаурі, Дальсмаурі, Ехтсмаурі, Арнарсмаурі, Ліндасмаурі і т. д.

У Салір розташоване міське кладовище Коупавогюра, міський басейн, поля для гри в гольф.
- 203 — Кварф, Ватнсенді, Ватнсендакварф, Геймсенді, Ватнсендагайз, Ватнсендагейді, Арнарбайлі. Кварф — найновіший район на південному сході міста розташований навколо західного берега великого озера Етлізаватн. Забудований буквально в останнє десятиліття.

Головна вулиця дільниці — Ватнсендавегюр. Більшість вулиць в дільниці Кварф закінчується на кварф (за ісландським звичаєм давати назви вулиць від назви дільниці в якій вони розміщені): Діммукварф, Фаукакварф, Факсакварф, Брейдакварф, Мелакварф, Форнакварф, Грюндаркварф і т. д.